# Талас хладноће у Европи 2006.
Почетком 2006. године, талас хладноће је захватио Европу. 
Поларне хладноће које су из Русије стигле и у источну и средњу Европу у ноћи између 24. и 25. јануара 2006. однеле су више од 70 живота. У Украјини је од хладноће умрло 53 људи, 14 особа у Пољској, у Бугарској пет умрло је од последица смрзавања. Атински Партенон прекривен је снегом, а Дунав скоро залеђен. У Србији је троје људи умрло од хладноће, а у Европи је од последица смрзавања умрло више од 70 људи.
На централном делу Пештерске висоравни ноћ између 24. и 25. јануара била је најхладнија у последњих неколико деценија. Температура се спустила на 36 степени испод нуле. У Црној Гори најхладније је било у Рожају где је измерено минус 27 степени.
Најтежа ситуација регистрована је у кавкаској држави Грузији, где је 22. јануара 2006. због саботажа гасовода прекинуто снабдевање гасом, те је густи снег у неким деловима државе изазвао нестанак електричне енергије.